# Роберт Блейк (адмірал)
Роберт Блейк (англ. Robert Blake; 27 вересня 1598 р — 17 серпня 1657) — англійський військово-морський офіцер, генерал моря англійського Парламента в 1649—1656 роках і лорд-наглядач П'яти портів в 1656—1657 роках. Блейка вважають головним засновником військово-морського домінування Англії, домінування, яке згодом успадкував Британській Королівський флот і утримував його аж до початку XX століття. Незважаючи на це, через цілеспрямовані спроби викреслити представників Парламенту з історичних записів після реставрації Стюартів, заслуги Блейка, як правило, залишались невизнаними, хоча за словами одного біографа, досягнення Блейка «ніколи не були перевищені, навіть Нельсоном».

## Раннє життя
Кілька поколінь родина Блейків була лордами у Таксвеллі, у парафії єпископів Лідерда, поблизу Бріджуотера в Сомерсеті. Найдавнішим членом родини, про якого залишились історичні записи, був Гемфрі Блейк, який жив за часів правління Генріха VIII. Дід адмірала Блейка, також на ім'я Роберт, був першим із родини, хто самостійно покинув сільське життя як купець, сподіваючись розбагатіти завдяки іспанській торгівлі. Він кілька разів був головним суддею та членом парламенту Бріджвотера, що було визнанням поваги, з якої ставились до нього жителі міста. Його син, Гемфрі, змінив його в бізнесі, і на додаток до маєтків свого батька в Пурітоні (яким він володів на правах лорда), Кеткот, Баудрип і Вулавінгтон, тримав маєток у Плейнсфілді, яким володіла сім'я його дружини Сари Вільямс, починаючи з правління Генріха VII.
Роберт Блейк був першим сином із тринадцяти дітей, народжених Хамфрі та Сарою. Він відвідував чоловічу гімназію Бріджвотер, потім вступив до Водхем-коледжу в Оксфорді. Роберт сподівався зробити академічну кар'єру, але не зміг отримати стипендію в коледжі Мертона, ймовірно, через свої політичні та релігійні погляди, а також через те, що наглядач Мертона, сер Генрі Севіл, мав «ексцентричну огиду до людей низького зросту», а Блейк, що мав зріст п'ять футів шість дюймів, не відповідала «стандарту мужньої краси» Севіла.
Вважається, що після його звільнення з університету в 1625 році Блейк займався торгівлею, а голландський письменник згодом стверджував, що він прожив «п'ять або шість років» у Шідамі. Повернувшись до Бріджуотера, ймовірно через смерть матері в 1638 році, він вирішив балотуватися на виборах до англійського Парламенту.

## В політиці

Герб Роберта Блейка

У 1640 році Блейк був обраний від Бріджвотера до складу Короткого парламенту. Коли під час Довгого парламенту почалася Громадянська війна в Англії, Блейк, який не зміг переобратись до нього, почав свою військову кар'єру на боці Парламенту (круглоголових), незважаючи на відсутність значного досвіду у військових чи морських справах.
Пізніше він повернеться, щоб відновитися після поранення, отриманого в битві за Портленд. Протягом цього часу він представляв Бріджвотер у парламенті Беребона 1653 року та Першому парламенті протекторату 1654 року та Тонтон у Другому парламенті протекторату 1656 року, перш ніж повернутися в море.

## На землі
Приєднавшись до Армії нового зразка в чині капітана полку Олександра Пофема, Блейк відзначився під час облоги Брістоля (липень 1643) і отримав звання підполковника. Після його провідної ролі в утриманні Лайм-Регіса під час облоги роялістами (квітень 1644 р.) він отримав звання полковника. Далі він утримував парламентський анклав Тонтон під час облоги Тонтона (1645), яка принесла йому національне визнання і де він зробив знамениту заяву, що з'їсть три з чотирьох пар своїх чобіт, перш ніж здасться. Згодом йому вдалося виграти облогу Данстера (листопад 1645 р.).

## На морі

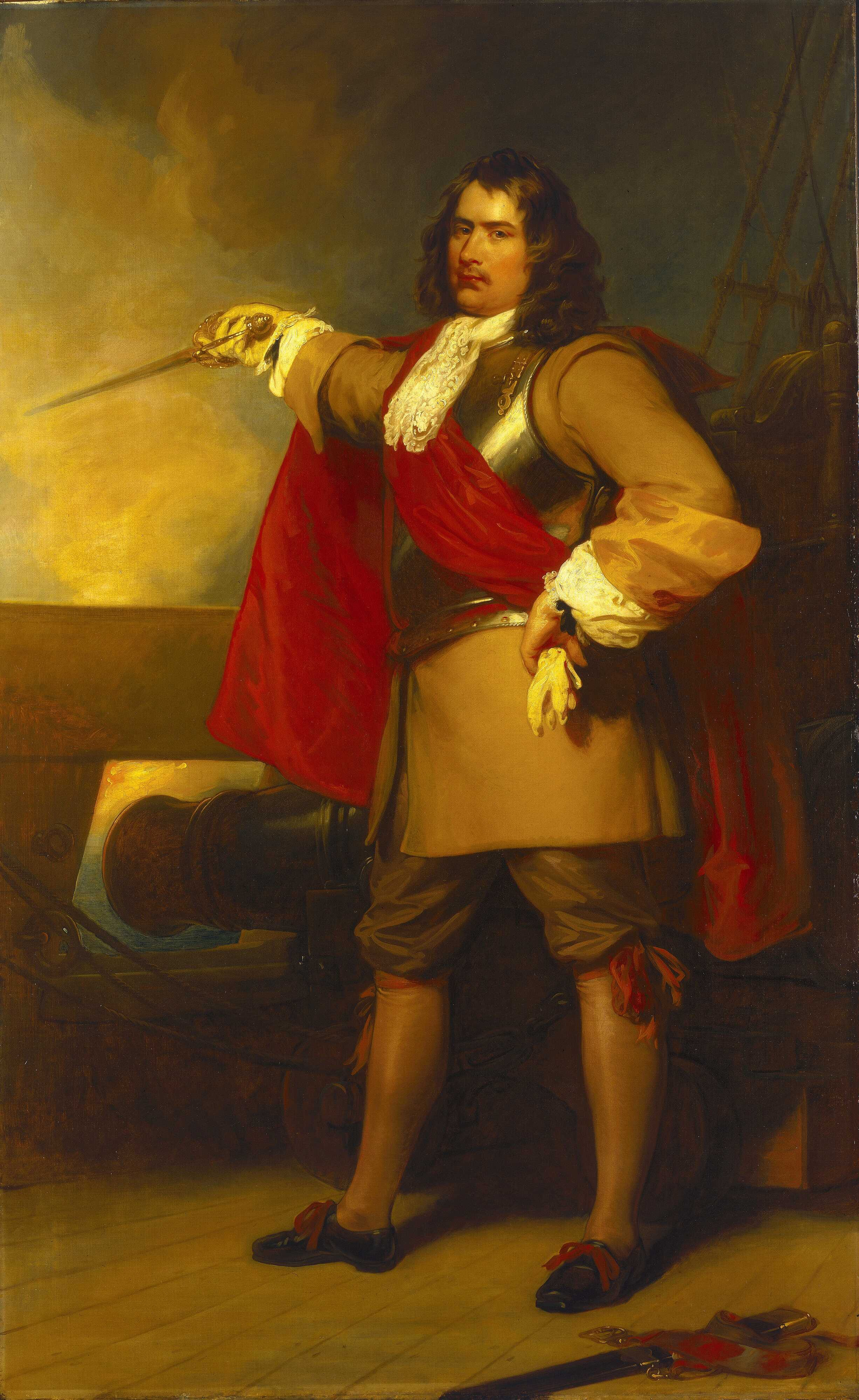
Роберт Блейк, генерал моря, картина Генрі Перронет Бріггса (1829 р.)

Блейк був призначений парламентським Генералом моря в 1649 році. Незважаючи на поширене вживання щодо нього терміну «адмірал», насправді Блейк ніколи не мав цього звання, оскільке воно не використовувалося у флоті часів Парламенту. Його справжнє звання «Генерал моря» поєднувало функції адмірала та комісара флоту. У 1651 році він очолив сили, які успішно вигнали рояліста сера Джона Гренвіля з островів Сіллі, де його призначив Карл II губернатором після місцевого повстання.
Блейка часто називають «батьком Королівського флоту». Крім того, що він був головним ініціатором створення найбільшого військово-морського флоту, який коли-небудь знала країна, збільшивши його кількість від кількох десятків кораблів до понад сотні, він був першим, хто тримав флот у морі протягом зими. Блейк також розробив перший в історії набір правил і положень флоту «Закони війни та морські ордонанси», перша версія яких, що містила 20 положень, була прийнята Палатою громад 5 березня 1649 року, а друкована версія, опублікована в 1652 році під назвою «Закони війни та морські ордонанси (схвалені та встановлені парламентом Співдружності Англії)», в якій перераховано 39 злочинів і покарання за них – переважно смертна кара. «Інструкції адміралів і генералів флоту для військових рад», видані в 1653 році Блейком, Джорджем Монком, Джоном Дісброу і Вільямом Пенном, також запровадили перші військово-морські суди в англійському флоті.
Блейк розробив нові методи проведення блокад і десантів, його «Вітрильні інструкції» та «Бойові інструкції», які представляли собою серйозні переробки морської тактики, написані під час одужання від травми в 1653 році, були основою англійської військово-морської тактики в Добу вітрил. «Бойові інструкції» Блейка, видані 29 березня 1653 року, є першими відомими інструкціями в світі, що вводили використання лінійної тактики морського бою. Блейк також був першим, хто неодноразово проводив успішні морські атаки під вогнем берегових фортів.
У 1656 році, за рік до смерті, Блейк був призначений лордом-наглядачем П'яти портів.

### Громадянська війна в Англії
11 січня 1649 року принц Руперт Рейнський привів вісім кораблів до Кінсейла в Ірландії, намагаючись перешкодити парламентаріям відібрати Ірландію у роялістів. Блейк блокував флот Руперта в Кінсейлі з 22 травня, що дозволило Оліверу Кромвелю висадитися в Дубліні 15 серпня. У жовтні Блейк відвів свої кораблі через шторм і Руперт зміг втікти через Іспанію до Лісабона, де він збільшив свій флот до 13 кораблів. У лютому 1650 року Блейк вийшов у море з 12 кораблями та кинув якір біля Лісабона, намагаючись переконати португальського короля вигнати Руперта. Через два місяці король вирішив підтримати Руперта. До Блейка приєдналися ще чотири військові кораблі під командуванням Едварда Пофема, який приніс Блейку повноваження розпочати війну з Португалією.
Руперт двічі не зміг прорвати блокаду, яка нарешті була знята після того, як Блейк відплив до Кадіса з сімома кораблями, які він захопив після тригодинного бою з 23 кораблями португальського флоту, під час якого було потоплено судно португальського віце-адмірала також був потоплений. 3 листопада біля Малаги Блейк знову зустрівся з Рупертом, який тепер мав шість кораблів. Через два дні інші кораблі Руперта при спробі втекти з Картахени були викинуті на берег. Успішні дії Блейка забезпечили панування англійського Парламенту на морі та сприяли визнанню парламентського уряду багатьма європейськими державами. У лютому 1651 року парламент проголосував за виділення Блейку 1000 фунтів на знак подяки. У червні того ж року Блейк захопив острови Сіллі, останній форпост роялістського флоту, за що знову отримав подяку від парламента. Незабаром після цього він став членом Державної ради.
Завдяки своєму командуванню на морі флот зміг забезпечити армію Кромвеля провіантом під час її успішного маршу на Шотландію. До кінця 1652 року різні англійські колонії в Америці також були забезпечені.

### Перша англо-голландська війна
Наступні здобутки Блейка відбулись під час Першої англо-голландської війни. Війні передувала сутичка між флотом Блейка та голландським флотом Мартіна Тромпа біля Фолкстоуну 29 травня 1652 року, так звана Битва при Дуврі. Офіційна війна почалася в червні з нападу англійського флоту на чолі з Блейком, в складі приблизно 60 кораблів на судновлавство Голландської Ост-Індійської компанії, а також голландське судноплавство в Балтії та на голландських рибалок. 5 жовтня 1652 голландський віце-адмірал Вітте Корнелісзон де Зі, недооцінивши силу англійців, спробував атакувати Блейка, але через погоду саме Блейк атакував 8 жовтня 1652 року в битві при Кентіш-Нок, завдавши де Зі поразки і змусивши відступити назад до Нідерландів. Англійський уряд, здавалося, вважав, що війна закінчилася, і відправив кораблі в Середземне море. Під керівництвом Блейка було лише 42 військові кораблі, коли 9 грудня 1652 року в битві при Дандженсі на нього напав голландський флот в складі 88 кораблів під командуванням Тромпа. Голландці завдали Блейку рішучої поразки, у результаті чого англійці втратили контроль над Ла-Маншем. Тим часом відіслані в Середземне море англійські кораблі також зазнали поразки від голландців в битві при Леворно.
Після поганих результатів військово-морського флоту в Данженсі, Блейк зажадав від лордів-комісарів Адміралтейства провести серйозні реформи. Вони підкорилися, серед іншого, схваливши «Закони війни та морські ордонанси», щоб зміцнити владу адмірала над його капітанами. Потім Блейк відправився з приблизно 75 кораблями, щоб перешкодити судноплавству в Ла-Манші і вступив з флотом Тромпа приблизно такого ж розміру в битві при Портленді, що продовжувалась з 28 лютого по 2 березня 1653 року, коли Тромп втік зі своїм конвоєм під покровом темряви.
У битві при Габбарді 12 і 13 червня 1653 року Блейк посилив кораблі генералів Річарда Діна і Джорджа Монка і завдав рішучої поразки голландському флоту, потопивши або захопивши 17 кораблів, не втративши жодного. Тепер Північне море було взято під контроль Англії, а голландський флот був заблокований у різних портах до битви при Схевенінгені, де Тромп був убитий.
Уклавши мир з голландцями, Блейк у жовтні 1654 року відплив із 24 військовими кораблями як головнокомандувач Середземноморським флотом, успішно стримуючи герцога Гіза від завоювання Неаполя.

### Туніс
У квітні 1655 року Блейка знову відправили до Середземного моря, щоб отримати компенсацію від піратських держав берберського узбережжя, які нападали на англійське судноплавство. Дей Тунісу відмовився від виплати компенсації, і за допомогою 15 кораблів Блейк знищив дві берегові батареї та дев'ять алжирських кораблів у Порто-Фаріна, коли берегові батареї вперше в історії було знищено без висадки десанту на берег.

### Англо-іспанська війна

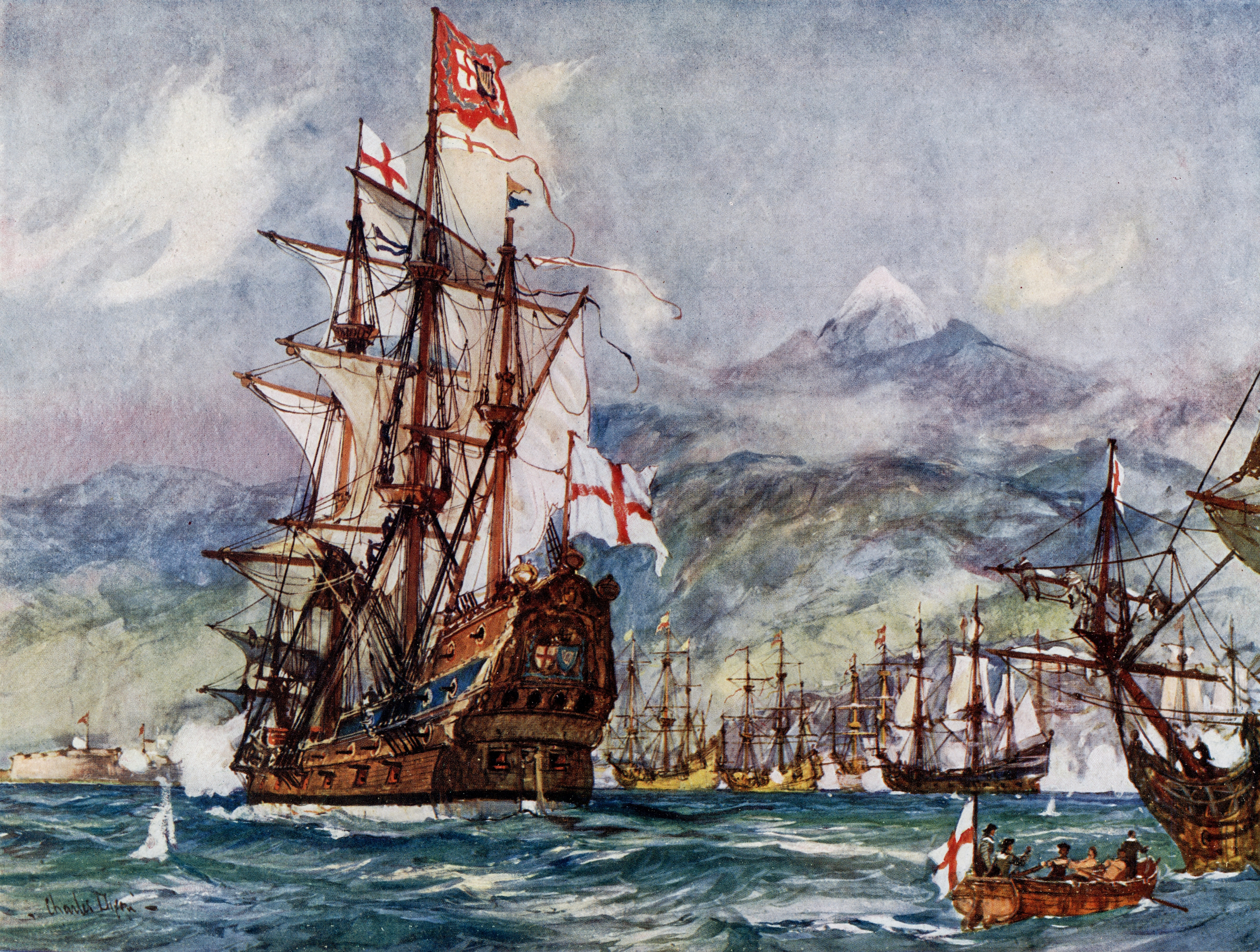
Флагман Роберта Блейка «George» у битві при Санта-Крус-де-Тенерифе, 1657 рік, художник Чарлз Діксон

У лютому 1656 р. комерційне суперництво з Іспанією переросло у війну. Під час англо-іспанської війни Блейк блокував Кадіс, під час якої один із його капітанів, Річард Стейнер, знищив більшу частину іспанського флоту в битві при Кадісі. Було захоплено галеон зі скарбами, а загальні збитки Іспанії були оцінені в 2 000 000 фунтів стерлінгів. Блейк підтримував блокаду протягом усієї зими, вперше залишивши взимку флот в морі.
20 квітня 1657 року Блейк повністю знищив інший озброєний торговельний конвой, іспанський Срібний флот, у битві при Санта-Крус-де-Тенерифе. Цей порт був настільки добре укріплений, що вважалося неприступним для нападу з моря, але Блейк втратив у битві лише однин свій корабель. Хоча іспанці встигли до бою перевезти срібло з кораблей в укріплений форт на березі, перемога Блейка затримала його надходження до королівської скарбниці іспанського уряду та викликала повагу до нового англійського флоту по всій Європі. У нагороду Кромвель подарував Блейку дорогий перстень з діамантом. Через 140 років його успішні дії при нападі на Санта-Крус-де-Тенерифе викликали до нього повагу від лорда Нельсона, який втратив в цих місцях руку під час невдалого нападу ; у листі, написаному 17 квітня 1797 року до адмірала сера Джона Джервіса, Нельсон писав: «Я не вважаю себе рівним Блейку», перш ніж окреслити плани власного нападу. Лорд Нельсон назвав Роберта Блейка одним із найвидатніших військово-морських генералів, навіть якщо порівнювати з його власною репутацією.

## Смерть

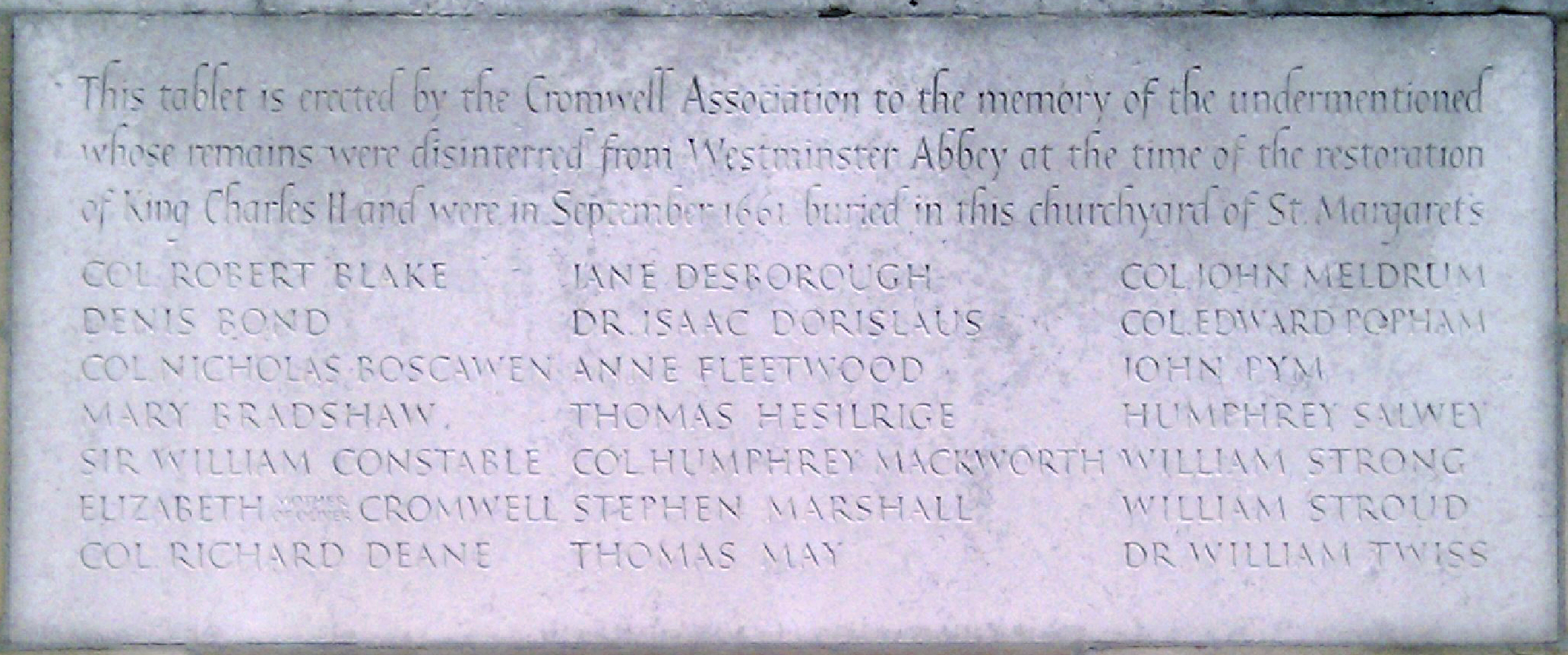
Меморіал на честь перепоховання Роберта Блейка та інших парламентарів біля Св. Маргарет, Вестмінстер

Після того, як він ще раз зробив круїз біля Кадіса, Блейк повернувся додому, але помер від старих ран на рейді Плімута. Після прощання Квінз-гауз в Гринвічі, його поховали у Вестмінстерському абатстві в присутності Олівера Кромвеля та членів Державної ради (хоча його внутрішні органи раніше були поховані в соборі Святого Андрія у Плімуті). Після реставрації Стюартів, за наказом нового короля Карла II його тіло було ексгумовано в 1661 році та поховане в загальній могилі на подвір'ї церкви Святої Маргарити, що примикає до абатства.

## Вшанування Блейка

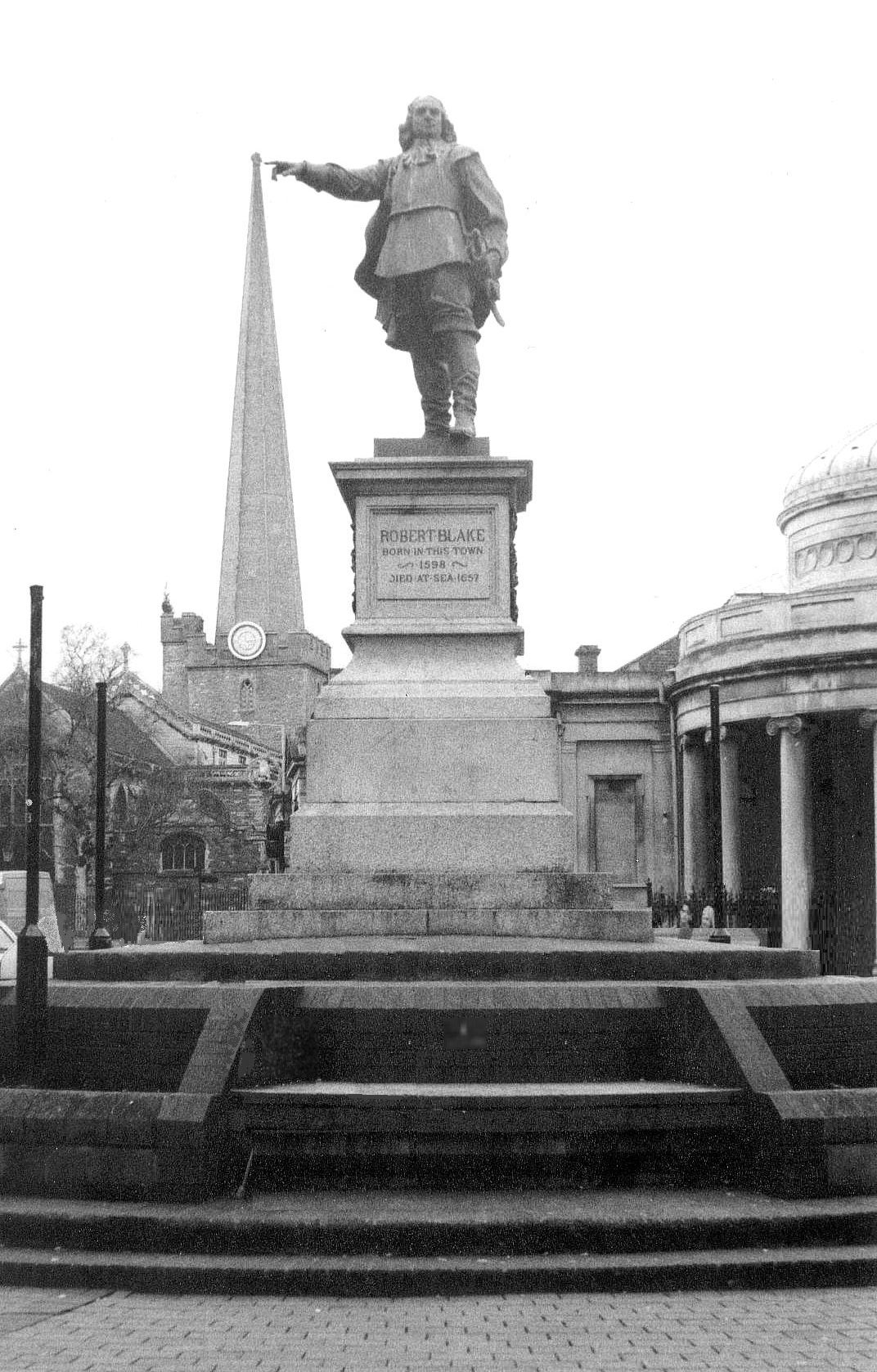
Статуя Роберта Блейка в Бріджвотері, Сомерсет (1998)

У Вестмінстерському абатстві в південному проході хору встановлено кам'яний меморіал Роберту Блейку, відкритий 27 лютого 1945 року.
Церква Св. Маргарет, де Блейк був перепохований, має вітраж із зображенням подій з життя Блейка, разом із латунною табличкою на його пам'ять, відкритою 18 грудня 1888 року. Сучасний кам'яний меморіал Блейку та іншим парламентаріям, перепохованим на церковному подвір'ї, встановлено на зовнішній стіні ліворуч від головного входу церкви.
У 1926 році будинок у Бріджвотері, де, як вважають, народився Блейк, було придбано та перетворено на Музей Блейка, де є кімната, присвячена йому та його досягненням.
Блейк — один з чотирьох морських адміралів, зображених у вигляді статуй на фасаді Дептфордської ратуші в лондонському районі Льюішем.
Блейк і його флагман Triumph зображені на поштовій марці другого класу, випущеній у 1982 році.
У 2007 році в Бріджвотері, графство Сомерсет, з квітня по вересень відбулися різноманітні заходи з нагоди 350-ї річниці смерті Роберта Блейка. Це включало громадську церемонію 8 липня 2007 року та ринок XVII століття 15 липня 2007 року.
У Королівському флоті назву HMS Blake на його честь носила ціла низка кораблів. Дзвін останнього корабля HMS Blake, списаного у 1982 році, був виставлений у церкві Святої Марії в Бріджвотері, звідки після реорганізації церкви, у 2017 році його було перенесено до музею Блейка.
Нафтове родовище Блейка в британському секторі Північного моря названо на честь Генерала моря.
Блейк також згадується у вірші Томаса Кемпбелла "Ви, мореплавці Англії " і є темою вірша «Роберт Блейк, генерал і адмірал Парламентської армії» Летиції Елізабет Лендон (1836).
На честь Блейка названо шкільний будинок у Королівській госпітальній школі і відділ у Британському королівському військово-морському коледжі.

## Родичі
Брат Блейка, Бенджамін Блейк (1614—1689), служив під керівництвом Роберта, емігрував до Кароліни в 1682 році і був батьком Джозефа Блейка, губернатора Південної Кароліни в 1694 році та з 1696 по 1700 рік.
Брат Блейка Самуель Блейк воював під керівництвом Пофема, перш ніж загинути на дуелі в 1645 році.
Побічним родичем був історик барон Роберт Блейк (1916—2003).